# Muavija I.
Muavija I., puna imena Muavija ibn Abi Sufijan (Meka, između 597. i 605. – Damask, 680.), bio je utemeljitelj i kalif Omejidskog Kalifata od 661. godine do svoje smrti 680. godine.
Jedan je od sinova Abu Sufjana, vođe mekanske opozicije proroka Muhameda.
Muavija I. bio je Osmanov rođak i osvetio se za ubojstvo (u to vrijeme bio je namjesnik u Siriji), što je praktično predstavljalo početak preotimanja hilafeta od Alija ibn Abu Taliba koji niti je mogao postići dogovor s njim niti poduzeti odlučnu akciju kako bi zadržao političku moć. Postao je kalif i utemeljitelj omejidske dinastije nakon što je prisilio Hasana ibn Alija, Alijeva sina, na abdikaciju (da se odrekne hilafeta).
Kada je postao kalif, Muavija I. primorao je potomke ashaba, da prihvate njegovog sina Jezida kao nasljednika hilafeta, čineći tako ovu izbornu funkciju de facto nasljednom.
Kalif Omer, kada bi sretao Muaviju I., običavao je reći: ovo je arapski Cezar.[nedostaje izvor]